# Persoonia stradbrokensis
Persoonia stradbrokensis (лат.) — кустарник или небольшое дерево, вид рода Персоония (Persoonia) семейства Протейные (Proteaceae), эндемик восточной Австралии, где встречается на юго-востоке Квинсленда и северо-востоке Нового Южного Уэльса.

## Ботаническое описание

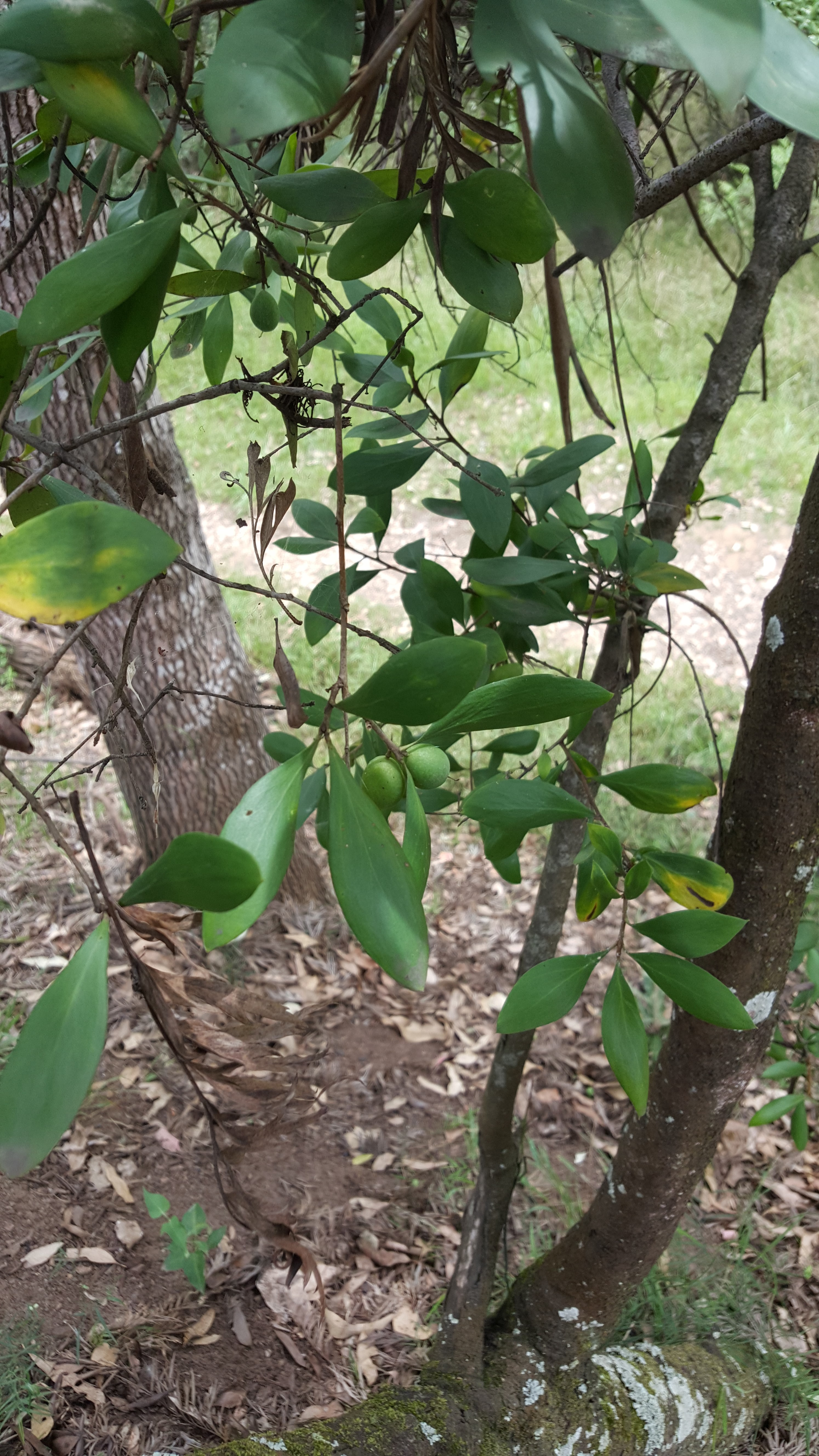
Листва и плоды

Persoonia stradbrokensis — прямостоячий кустарник или дерево высотой 1-6 м с гладкой корой на верхних ветвях и шероховатой корой на нижней части ствола и нижних ветвях. Молодые ветви покрыты сероватой светло-коричневой опушкой. Листья от широко-эллиптических до яйцевидных, 30-110 мм в длину, 10-40 мм в ширину, в молодом возрасте опушённые. Цветки расположены группами до двадцати на ветвях, которые продолжают расти после цветения, каждый цветок на цветоножке 1-4 мм длиной с листочком или чешуйчатым листом у основания. Листочки околоцветника жёлтые, длиной 10-13 мм. Цветение в основном происходит с декабря по май, плод — костянка.

## Таксономия
Впервые вид был официально описан чешским ботаником Карелом Домином в 1921 году по экземпляру, собранному им в 1910 году на острове Стредброк в бухте Моретон. Видовой эпитет — по месту сбора описанного экземпляра растения.

## Распространение
Persoonia stradbrokensis — эндемик австралийского штата Квинсленд. Растёт на прибрежной пустоши и до леса в прибрежных районах Австралии между заливом Тин-Кэн на юго-востоке Квинсленда и рекой Гастингс на северо-востоке Нового Южного Уэльса.